# Мађарска на Европском првенству у атлетици у дворани 2013.
Мађарска је учествовала на 32. Европском првенству у дворани 2013 одржаном у Гетеборгу, Шведска, од 28. фебруара до 3. марта. Ово је било тридесет друго Европско првенство у атлетици у дворани од његовог оснивања 1970. на којем је Мађарска учествовала, односно учествовала је на свим првенствима до данас. Репрезентацију Мађарске представљало је 7 спортиста (6 мушкараца и 1 жена) који су се такмичили у 7 дисциплина (6 мушких и 1 женска).
На овом првенству Мађарска није освојила ниједну медаљу али је изједначен један национални рекорд. У табели успешности према броју и пласману такмичара који су учествовали у финалним такмичењима (првих 8 такмичара) Мађарска је са 1 учесником у финалу заузела 24. место са 5 бодова.

## Учесници
| Мушкарци: - Тамаш Кази — 800 м - Алберт Минцер — 3.000 м - Барнабаш Бене — 3.000 м - Балаш Баји — 60 м препоне - Марко Сабо — Скок удаљ - Атила Сабо — Седмобој | Жене: - Анита Мартон — Бацање кугле |  |

## Резултати

### Мушкарци
| Атлетичар     | Дисциплина   | Лични рекорд | Квалификације     | Квалификације     | Полуфинале           | Полуфинале           | Финале               | Финале       | Детаљи |
| Атлетичар     | Дисциплина   | Лични рекорд | Резултат          | Место             | Резултат             | Место                | Резултат             | Место        | Детаљи |
| ------------- | ------------ | ------------ | ----------------- | ----------------- | -------------------- | -------------------- | -------------------- | ------------ | ------ |
| Тамаш Кази    | 800 м        | 1:47,99      | 1:51,77           | 3. у гр. 2        | Није се квалификовао | Није се квалификовао | Није се квалификовао | 18 / 26 (28) |        |
| Алберт Минцер | 3.000 м      | 7:59,59      | 8:17,25           | 10. у гр. 2       |                      |                      | Није се квалификовао | 19 / 20 (22) |        |
| Барнабаш Бене | 3.000 м      | 7:54,17      | Није завршио трку | Није завршио трку | Није се квалификовао | Није се квалификовао |                      |              |        |
| Балаш Баји    | 60 м препоне | 7,57         | 7,67 КВ           | 1. у гр. 2        | 7,59 КВ              | 3. у гр. 2           | 7,56 =НР             | 4 / 27       |        |
| Марко Сабо    | Скок удаљ    | 7,71         | 7,62              | 11. у гр. Б       |                      |                      | Није се квалификовао | 16 / 25      |        |